# 夏サンキュ!!!
「夏サンキュ!!!」（なつさんきゅ）は、おはガールちゅ!ちゅ!ちゅ!の4thシングル。2013年7月9日にハピネットから発売された。

## 概要
- 通常盤 Type-A・B・C、限定盤 Type-D・E・Fの6形態で発売。
- 全タイプにトレーディングカード（全12種＋スペシャル1種）がランダム封入。限定盤にはおはガールキャラクターステッカーが封入。先着購入特典にはおはガールキャラクターポストカードが封入。
- 「こいしょ!!!」に引き続き、サウンドプロデュースは元JUDY AND MARYのTAKUYAが手掛けている[2]。

## 収録曲
1. 夏サンキュ!!!
作詞：井上トモノリ・MEG.ME、作曲：TAKUYA、編曲：鳴瀬シュウヘイ
2. ハピ! ハピ! ハピバースデー!
作詞・作曲・編曲：MEG.ME
3. 夏サンキュ!!! (カラオケ)
4. ハピ! ハピ! ハピバースデー! (カラオケ)

限定盤 Type-D 付属DVD
1. 夏サンキュ!!! MV
2. 特典映像：ちゅ!っと答えまちゅ!4

限定盤 Type-E 付属DVD
1. 夏サンキュ!!! MV
2. 特典映像2：夏サンキュ!!! トレジャー

限定盤 Type-F 付属DVD
1. 夏サンキュ!!! MV
2. 特典映像3：夏サンキュ!!! プレジャー

## 発売記念インストア・イベント
シングル発売を記念し、2013年6月9日から8月17日にかけてにインストア・イベントが開催された。
| 公演日  | 都道府県 | 会場                                       | 参加メンバー   |
| ------- | -------- | ------------------------------------------ | -------------- |
| 6月9日  | 東京都   | 東武池袋 スカイデッキ広場                  | ゆうな・ひなこ |
| 7月1日  | 東京都   | ラフォーレミュージアム原宿                 | 全員           |
| 7月7日  | 東京都   | アリオ西新井                               | 全員           |
| 7月8日  | 東京都   | アキバ☆ソフマップ1号店                     | 全員           |
| 7月9日  | 千葉県   | ららぽーとTOKYO-BAY                        | ゆうな・ひなこ |
| 7月10日 | 埼玉県   | アリオ川口                                 | 全員           |
| 7月11日 | 東京都   | タワーレコード渋谷店                       | 全員           |
| 7月12日 | 東京都   | アリオ亀有                                 | 全員           |
| 7月13日 | 東京都   | 池袋サンシャインシティ 噴水広場            | 全員           |
| 7月14日 | 東京都   | 東京ドームシティ ラクーア ガーデンステージ | 全員           |
| 7月29日 | 愛知県   | 近鉄パッセ                                 | ゆうな・ひなこ |
| 7月30日 | 大阪府   | 千里セルシー                               | 全員           |
| 8月17日 | 東京都   | MEGA WEB                                   | ゆうな・ひなこ |